# Zanobi
Zanobi es un nombre propio masculino de origen italiano.

## Variantes
- Alterados: Zenobi, Zenobio.
- Femenino: Zenobia

## Origen y difusión
Deriva del Idioma griego Ζηνοβίος (Zenobios), de las palabras Zeus (el dios griego) y bios (vida), puede ser traducido en Que ha traído vida de Zeus.

## Santoral
- San Zanobi o Cenobio, santo de Florencia muerto en el 417, recordado el 10 de mayo.

## Personas
- San Zanobi
- Zanobi Acciaiuoli
- Zanobi da Strada
- Zanobi Strozzi
- Zanobi Buondelmonti
- Zanobi Poggino
- Zanobi del Rosso

- Datos: Q5131858
- Multimedia: Zanobi (given name) / Q5131858